# Natural Selection (Fuel)
Natural Selection è il terzo album in studio del gruppo musicale statunitense Fuel, pubblicato il 23 settembre 2003.

## Tracce
1. Quarter – 3:39
2. Down Inside of You – 4:07
3. Million Miles – 3:51
4. Falls on Me – 4:13
5. These Things – 4:57
6. Won't Back Down (Bring You Hell Remix) – 3:23
7. Running Away – 4:54
8. Most of All – 4:13
9. Getting Thru? – 4:09
10. Die Like This – 4:29
11. Luck – 4:15
12. Days With You – 4:29